# 800 meter för damer i friidrott vid olympiska sommarspelen 2020
Damernas 800 meter vid olympiska sommarspelen 2020 avgjordes mellan den 30 juli och 3 augusti 2021 på Tokyos Olympiastadion i Japan. 46 deltagare från 29 nationer deltog i tävlingen. Det var 17:e gången grenen fanns med i ett OS och den har funnits med i varje OS sedan 1960 samt även vid OS 1928.
Athing Mu från USA tog guld efter att ha sprungit på tiden 1.55,21, vilket blev ett nytt nationsrekord samt världsdelsrekord för juniorer i Nordamerika, Centralamerika och Karibien. Silvermedaljen togs av brittiska Keely Hodgkinson på tiden 1.55,88, vilket även blev ett nytt nationsrekord samt världsdelsrekord för juniorer i Europa. Bronsmedaljen gick till Raevyn Rogers från USA som sprang i mål på personbästat 1.56,81.

## Rekord
Innan tävlingens start fanns följande rekord:
| Världsrekord     | Jarmila Kratochvílová (TCH) | 1.53,28 | München, Västtyskland | 26 juli 1983 |
| Olympiskt rekord | Nadezjda Olizarenko (URS)   | 1.53,43 | Moskva, Sovjetunionen | 27 juli 1980 |

| Område                                   | Tid          | Idrottare             | Nation          |
| ---------------------------------------- | ------------ | --------------------- | --------------- |
| Afrika                                   | 1.54,01      | Pamela Jelimo         | Kenya           |
| Asien                                    | 1.55,54      | Liu Dong              | Kina            |
| Europa                                   | 1.53,28 0VR0 | Jarmila Kratochvílová | Tjeckoslovakien |
| Nordamerika, Centralamerika och Karibien | 1.54,44      | Ana Fidelia Quirot    | Kuba            |
| Oceanien                                 | 1.58,09      | Catriona Bisset       | Australien      |
| Sydamerika                               | 1.56,58      | Letitia Vriesde       | Surinam         |

Följande nationsrekord slogs under tävlingen:
| Nation         | Idrottare        | Omgång      | Tid     | Noteringar |
| -------------- | ---------------- | ----------- | ------- | ---------- |
| Finland        | Sara Kuivisto    | Försöksheat | 2.00,15 |            |
| Finland        | Sara Kuivisto    | Semifinal   | 1.59,41 |            |
| USA            | Athing Mu        | Final       | 1.55,21 |            |
| Storbritannien | Keely Hodgkinson | Final       | 1.55,88 |            |

## Schema
Alla tider är UTC+9.
| Datum                 | Tid   | Omgång      |
| --------------------- | ----- | ----------- |
| Fredag 30 juli 2021   | 9:00  | Försöksheat |
| Lördag 31 juli 2021   | 19:00 | Semifinaler |
| Tisdag 3 augusti 2021 | 19:25 | Final       |

## Resultat

### Försöksheat
Kvalificeringsregler: De tre första i varje heat 0Q0 samt de sex snabbaste tiderna 0q0 gick vidare till semifinalerna.

#### Heat 1
| Placering | Bana | Idrottare       | Nation     | Tid     | Noteringar |
| --------- | ---- | --------------- | ---------- | ------- | ---------- |
| 1         | 3    | Rénelle Lamote  | Frankrike  | 2.01,92 | 0Q0        |
| 2         | 5    | Winnie Nanyondo | Uganda     | 2.02,02 | 0Q0        |
| 3         | 2    | Lore Hoffmann   | Schweiz    | 2.02,05 | 0Q0        |
| 4         | 4    | Angelika Sarna  | Polen      | 2.02,18 |            |
| 5         | 8    | Madeleine Kelly | Kanada     | 2.02,39 |            |
| 6         | 6    | Morgan Mitchell | Australien | 2.05,44 |            |
|           | 7    | Līga Velvere    | Lettland   | 0DNF0   |            |

#### Heat 2
| Placering | Bana | Idrottare       | Nation            | Tid     | Noteringar |
| --------- | ---- | --------------- | ----------------- | ------- | ---------- |
| 1         | 1    | Natoya Goule    | Jamaica           | 1.59,83 | 0Q0        |
| 2         | 3    | Noélie Yarigo   | Benin             | 2.00,11 | 0SB0, 0Q0  |
| 3         | 2    | Hedda Hynne     | Norge             | 2.00,76 | 0Q0        |
| 4         | 4    | Halimah Nakaayi | Uganda            | 2.00,92 | 0q0        |
| 5         | 6    | Katharina Trost | Tyskland          | 2.00,99 | 0q0        |
| 6         | 8    | Eunice Sum      | Kenya             | 2.03,00 |            |
| 7         | 5    | Nadia Power     | Irland            | 2.03,74 |            |
| 8         | 7    | Rose Lokonyen   | Flyktingidrottare | 2.11,87 |            |

#### Heat 3
| Placering | Bana | Idrottare             | Nation   | Tid     | Noteringar |
| --------- | ---- | --------------------- | -------- | ------- | ---------- |
| 1         | 2    | Athing Mu             | USA      | 2.01,10 | 0Q0        |
| 2         | 5    | Habitam Alemu         | Etiopien | 2.01,20 | 0Q0        |
| 3         | 7    | Joanna Jóźwik         | Polen    | 2.01,87 | 0Q0        |
| 4         | 6    | Melissa Bishop-Nriagu | Kanada   | 2.02,11 |            |
| 5         | 3    | Christina Hering      | Tyskland | 2.02,23 |            |
| 6         | 4    | Bianka Kéri           | Ungern   | 2.02,82 |            |
| 7         | 8    | Louise Shanahan       | Irland   | 2.03,57 |            |

#### Heat 4
| Placering | Bana | Idrottare               | Nation         | Tid     | Noteringar |
| --------- | ---- | ----------------------- | -------------- | ------- | ---------- |
| 1         | 5    | Raevyn Rogers           | USA            | 2.01,42 | 0Q0        |
| 2         | 7    | Keely Hodgkinson        | Storbritannien | 2.01,59 | 0Q0        |
| 3         | 1    | Mary Moraa              | Kenya          | 2.01,66 | 0Q0        |
| 4         | 6    | Netsanet Desta          | Etiopien       | 2.01,98 |            |
| 5         | 4    | Lindsey Butterworth     | Kanada         | 2.02,45 |            |
| 6         | 3    | Anna Wielgosz           | Polen          | 2.03,20 |            |
| 7         | 8    | Síofra Cléirigh Büttner | Irland         | 2.04,62 |            |
| 8         | 2    | Nimali Waliwarsha       | Sri Lanka      | 2.10,23 |            |

#### Heat 5
| Placering | Bana | Idrottare         | Nation                         | Tid            | Noteringar |
| --------- | ---- | ----------------- | ------------------------------ | -------------- | ---------- |
| 1         | 8    | Rose Mary Almanza | Kuba                           | 2.00,71        | 0Q0        |
| 2         | 3    | Déborah Rodríguez | Uruguay                        | 2.00,90        | 0Q0        |
| 3         | 1    | Rababe Arafi      | Marocko                        | 2.00,96 (,957) | 0Q0        |
| 4         | 4    | Alexandra Bell    | Storbritannien                 | 2.00,96 (,960) | 0q0        |
| 5         | 6    | Catriona Bisset   | Australien                     | 2.01,65        |            |
| 6         | 5    | Delia Sclabas     | Schweiz                        | 2.03,03        |            |
| 7         | 7    | Shafiqua Maloney  | Saint Vincent och Grenadinerna | 2.07,89        |            |
| 8         | 2    | D'Jamila Tavares  | São Tomé och Príncipe          | 2.16,72        | 0PB0       |

#### Heat 6
| Placering | Bana | Idrottare            | Nation         | Tid     | Noteringar |
| --------- | ---- | -------------------- | -------------- | ------- | ---------- |
| 1         | 4    | Jemma Reekie         | Storbritannien | 1.59,97 | 0Q0        |
| 2         | 1    | Ajeé Wilson          | USA            | 2.00,02 | 0Q0        |
| 3         | 7    | Wang Chunyu          | Kina           | 2.00,05 | 0Q0        |
| 4         | 6    | Sara Kuivisto        | Finland        | 2.00,15 | 0q0, 0NR0  |
| 5         | 8    | Elena Bellò          | Italien        | 2.01,07 | 0q0        |
| 6         | 2    | Natalia Romero       | Spanien        | 2.01,16 | 0q0, 0PB0  |
| 7         | 5    | Gabriela Gajanová    | Slovakien      | 2.01,41 | 0SB0       |
| 8         | 3    | Emily Cherotich Tuei | Kenya          | 2.08,08 |            |

### Semifinaler
Kvalificeringsregler: De två första i varje heat 0Q0 samt de två snabbaste tiderna 0q0 gick vidare till finalen.

#### Heat 1
| Placering | Bana | Idrottare       | Nation         | Tid     | Noteringar |
| --------- | ---- | --------------- | -------------- | ------- | ---------- |
| 1         | 5    | Natoya Goule    | Jamaica        | 1.59,57 | 0Q0        |
| 2         | 3    | Jemma Reekie    | Storbritannien | 1.59,77 | 0Q0        |
| 3         | 8    | Mary Moraa      | Kenya          | 2.00,47 |            |
| 4         | 4    | Ajeé Wilson     | USA            | 2.00,79 |            |
| 5         | 2    | Joanna Jóźwik   | Polen          | 2.02,32 |            |
| 6         | 1    | Elena Bellò     | Italien        | 2.02,35 |            |
| 7         | 7    | Hedda Hynne     | Norge          | 2.02,38 |            |
| 8         | 6    | Halimah Nakaayi | Uganda         | 2.04,44 |            |

#### Heat 2
| Placering | Bana | Idrottare      | Nation         | Tid     | Noteringar |
| --------- | ---- | -------------- | -------------- | ------- | ---------- |
| 1         | 4    | Athing Mu      | USA            | 1.58,07 | 0Q0        |
| 2         | 3    | Habitam Alemu  | Etiopien       | 1.58,40 | 0Q0        |
| 3         | 5    | Alexandra Bell | Storbritannien | 1.58,83 | 0q0        |
| 4         | 7    | Lore Hoffmann  | Schweiz        | 1.59,38 |            |
| 5         | 6    | Renelle Lamote | Frankrike      | 1.59,40 |            |
| 6         | 1    | Sara Kuivisto  | Finland        | 1.59,41 | 0NR0       |
| 7         | 8    | Noélie Yarigo  | Benin          | 2.01,41 |            |
| 8         | 2    | Natalia Romero | Spanien        | 2.01,52 |            |

#### Heat 3
| Placering | Bana | Idrottare         | Nation         | Tid     | Noteringar |
| --------- | ---- | ----------------- | -------------- | ------- | ---------- |
| 1         | 5    | Keely Hodgkinson  | Storbritannien | 1.59,12 | 0Q0        |
| 2         | 8    | Wang Chunyu       | Kina           | 1.59,14 | 0Q0, 0PB0  |
| 3         | 3    | Raevyn Rogers     | USA            | 1.59,28 | 0q0        |
| 4         | 4    | Rose Mary Almanza | Kuba           | 1.59,65 |            |
| 5         | 1    | Winnie Nanyondo   | Uganda         | 1.59,84 | 0SB0       |
| 6         | 7    | Rababe Arafi      | Marocko        | 1.59,86 |            |
| 7         | 2    | Déborah Rodríguez | Uruguay        | 2.01,76 |            |
| 8         | 6    | Katharina Trost   | Tyskland       | 2.02,14 |            |

### Final
| Placering | Bana | Idrottare        | Nation         | Tid     | Noteringar |
| --------- | ---- | ---------------- | -------------- | ------- | ---------- |
| 1         | 3    | Athing Mu        | USA            | 1.55,21 | 0NR0, AJR  |
| 2         | 4    | Keely Hodgkinson | Storbritannien | 1.55,88 | 0NR0, AJR  |
| 3         | 8    | Raevyn Rogers    | USA            | 1.56,81 | 0PB0       |
| 4         | 6    | Jemma Reekie     | Storbritannien | 1.56,90 | 0PB0       |
| 5         | 2    | Wang Chunyu      | Kina           | 1.57,00 | 0PB0       |
| 6         | 7    | Habitam Alemu    | Etiopien       | 1.57,56 | 0SB0       |
| 7         | 1    | Alexandra Bell   | Storbritannien | 1.57,66 | 0PB0       |
| 8         | 5    | Natoya Goule     | Jamaica        | 1.58,26 |            |